# Mehrabad nemzetközi repülőtér
A Mehrabad nemzetközi repülőtér (újperzsa nyelven: فرودگاه بین‌المللی مهرآباد) (IATA: THR, ICAO: OIII) Irán egyik nemzetközi repülőtere, amely Teherán közelében található. Éves utasforgalma 14 931 798 fő (2019). Üzemeltetője az Iranian Airports Holding Company.

## Kifutópályák
A repülőtér futópályái:
- 11L/29R (3992 m, 45 m, aszfalt)
- 11R/29L (4038 m, 60 m, aszfalt)

## Forgalom
Az utasforgalom az elmúlt években az alábbi módon változott:
| Utasok száma | 12 094 218 | 13 192 764 | 13 823 924 | 12 667 644 | 13 791 033 | 13 515 693 | 16 327 359 | 17 464 216 | 14 826 107 | 14 931 798 |
|              | 2010       | 2011       | 2012       | 2013       | 2014       | 2015       | 2016       | 2017       | 2018       | 2019       |

## Légitársaságok és úticélok
2025-ben a Mehrabad nemzetközi repülőtérről az alábbi járatok indulnak (Utoljára frissítve: 2025-02-16):
| Légitársaság         | Célállomások |
| -------------------- | --- |
| Air1Air              | Ahvaz, Bandar Abbas, Bushehr, Kish, Mashhad, Qeshm, Shiraz, Zahedan |
| Asa Jet              | Abadan, Asaluyeh, Bandar Abbas, Chabahar/Konarak, Gorgan, Isfahan, Kerman, Kermanshah, Kish, Lamerd, Lar, Mashhad, Qeshm, Rafsanjan, Rasht, Sari, Shiraz, Sirjan, Tabriz, Yazd |
| ATA Airlines         | Abadan, Ahvaz, Ardabil, Asaluyeh, Bandar Abbas, Bushehr, Chabahar/Konarak, Isfahan, Kerman, Kish, Maku, Mashhad, Qeshm, Rasht, Sabzevar, Shiraz, Tabriz, Urmia, Yazd, Zahedan |
| AVA Airlines         | Ahvaz, Bandar Abbas, Bushehr, Chabahar/Konarak, Kermanshah, Kish, Mashhad, Qeshm, Shiraz, Urmia, Zahedan |
| Caspian Airlines     | Abadan, Ahvaz, Asaluyeh, Bandar Abbas, Bushehr, Chabahar/Konarak, Isfahan, Jask, Kerman, Kish, Lamerd, Lar, Mashhad, Qeshm, Rasht, Sari, Shiraz, Tabriz, Urmia, Yazd, Zahedan |
| Chabahar Airlines    | Abadan, Ahvaz, Bandar Abbas, Bushehr, Chabahar/Konarak, Isfahan, Khorramabad, Kish, Lar, Mashhad, Qeshm, Shiraz, Zahedan |
| FlyPersia            | Abadan, Ahvaz, Asaluyeh, Bandar Abbas, Isfahan, Kish, Mashhad, Qeshm, Shiraz, Yazd |
| Iran Air             | Abadan, Ahvaz, Ardabil, Asaluyeh, Bandar Abbas, Bandar Lengeh, Birjand, Bojnord, Bushehr, Chabahar/Konarak, Dezful, Gorgan, Ilam, Isfahan, Jahrom, Kalaleh, Kerman, Kermanshah, Khorramabad, Khoy, Kish, Lar, Mashhad, Parsabad, Qeshm, Ramsar, Rasht, Sahand/Maragheh, Saqqez, Sari, Shahrekord, Shiraz, Tabriz, Urmia, Yazd, Zahedan |
| Iran Airtour         | Ahvaz, Asaluyeh, Bandar Abbas, Birjand, Bushehr, Chabahar/Konarak, Isfahan, Kish, Mashhad, Qeshm, Rasht, Shiraz, Tabriz, Zahedan |
| Iran Aseman Airlines | Abadan, Ahvaz, Ardabil, Asaluyeh, Bandar Abbas, Bojnord, Bushehr, Chabahar/Konarak, Gorgan, Ilam, Isfahan, Kish, Mashhad, Qeshm, Ramsar, Rasht, Sanandaj, Sari, Shahrekord, Shiraz, Sirjan, Tabriz, Urmia, Yazd, Zahedan |
| Karun Airlines       | Ahvaz, Asaluyeh, Bahregan, Bandar Abbas, Bushehr, Dezful, Isfahan, Kerman, Kharg, Lavan, Mahshahr, Mashhad, Shiraz, Sirjan, Sirri Island, Tabriz, Urmia, Yazd |
| Kish Air             | Abadan, Ahvaz, Asaluyeh, Bandar Abbas, Chabahar/Konarak, Gorgan, Kish, Mashhad, Qeshm, Shiraz, Tabriz, Yazd, Zahedan, Zanjan |
| Mahan Air            | Ahvaz, Ardabil, Asaluyeh, Bandar Abbas, Birjand, Bushehr, Chabahar/Konarak, Dezful, Gachsaran, Ilam, Iranshahr, Isfahan, Jask, Jiroft, Kerman, Kermanshah, Khorramabad, Kish, Maku, Mashhad, Parsabad, Sanandaj, Sarakhs, Saravan, Shahrekord, Shiraz, Sirjan, Tabas, Tabriz, Urmia, Yasuj, Yazd, Zabol, Zahedan                       |
| Meraj Airlines       | Asaluyeh, Chabahar/Konarak, Isfahan, Kish, Mashhad, Qeshm, Tabriz |
| Pars Air             | Abadan, Aghajari, Ahvaz, Asaluyeh, Bandar Abbas, Birjand, Chabahar/Konarak, Gachsaran, Gorgan, Iranshahr, Isfahan, Kerman, Kish, Mahshahr, Maku, Mashhad, Qeshm, Rasht, Sari, Shahrekord, Shiraz, Sirjan, Tabas, Tabriz, Yasuj, Yazd, Zabol, Zahedan                                                                                   |
| Pouya Air            | Ahvaz, Ardabil, Asaluyeh, Bandar Abbas, Bushehr, Chabahar/Konarak, Gorgan, Ilam, Isfahan, Kerman, Mashhad, Qeshm, Rasht, Shiraz, Tabriz, Urmia, Yazd |
| Qeshm Air            | Abadan, Ahvaz, Asaluyeh, Bam, Bandar Abbas, Bushehr, Chabahar/Konarak, Dezful, Gorgan, Ilam, Isfahan, Kerman, Kermanshah, Kharg, Kish, Mahshahr, Mashhad, Qeshm, Sanandaj, Shahroud, Shiraz, Tabriz, Urmia, Zahedan |
| Saha Airlines        | Ahvaz, Asaluyeh, Bandar Abbas, Bushehr, Chabahar/Konarak, Isfahan, Kish, Lavan, Mashhad, Qeshm, Shiraz, Tabriz, Yazd |
| Sepehran Airlines    | Ahvaz, Asaluyeh, Bandar Abbas, Chabahar/Konarak, Kish, Mashhad, Qeshm, Rasht, Shiraz, Tabriz, Yazd, Zahedan |
| Taban Air            | Ahvaz, Bandar Abbas, Bushehr, Isfahan, Kish, Mashhad, Qeshm, Shiraz, Tabriz |
| Varesh Airlines      | Abadan, Ahvaz, Bandar Abbas, Bushehr, Chabahar/Konarak, Gonabad, Isfahan, Kish, Mashhad, Qeshm, Rafsanjan, Rasht, Sari, Shiraz, Tabriz, Urmia |
| Yazd Airways         | Bandar Lengeh, Birjand, Bojnord, Gorgan, Isfahan, Kerman, Mashhad, Qeshm, Rasht, Sabzevar, Shahrekord, Shiraz, Sirjan, Tabas, Tabriz, Urmia, Yazd |
| Zagros Airlines      | Abadan, Ahvaz, Ardabil, Bandar Abbas, Bushehr, Chabahar/Konarak, Isfahan, Kerman, Kish, Mashhad, Qeshm, Shiraz, Tabriz |